# Bernardino Cervi
Bernardo Cervi (o Bernardino) (c. 1586 – Modena, 1630) è stato un pittore e incisore italiano, fu attivo particolarmente nel modenese.
Di questo pittore abbiamo scarsissimi riferimenti biografici, la maggior parte dei quali sono contenuti nell'opera dello storico locale modenese Ludovico Vedriani. Di origini modenesi, fu allievo a Parma presso lo studio di Bartolomeo Schedoni, dove soggiornò probabilmente fino alla morte di quest'ultimo nel 1615. Accompagnato da lettera di credenziali del Duca di Modena Francesco I d'Este, si recò per un ulteriore apprendistato nello studio bolognese di Guido Reni.
 La sua prima commissione importante sono quattro tele dal titolo La vocazione di San Pietro; I pellegrini in Emmaus; Noli me tangere e Cristo che appare alle Marie che dovevano fare da cornice al dipinto Cristo al Limbo appare alla Madonna commissionato al suo maestro Reni per la Cappella della Resurrezione nel Duomo di Modena, venduto nel 1754 a Dresda dove andò distrutto nel 1945 durante il terribile bombardamento.

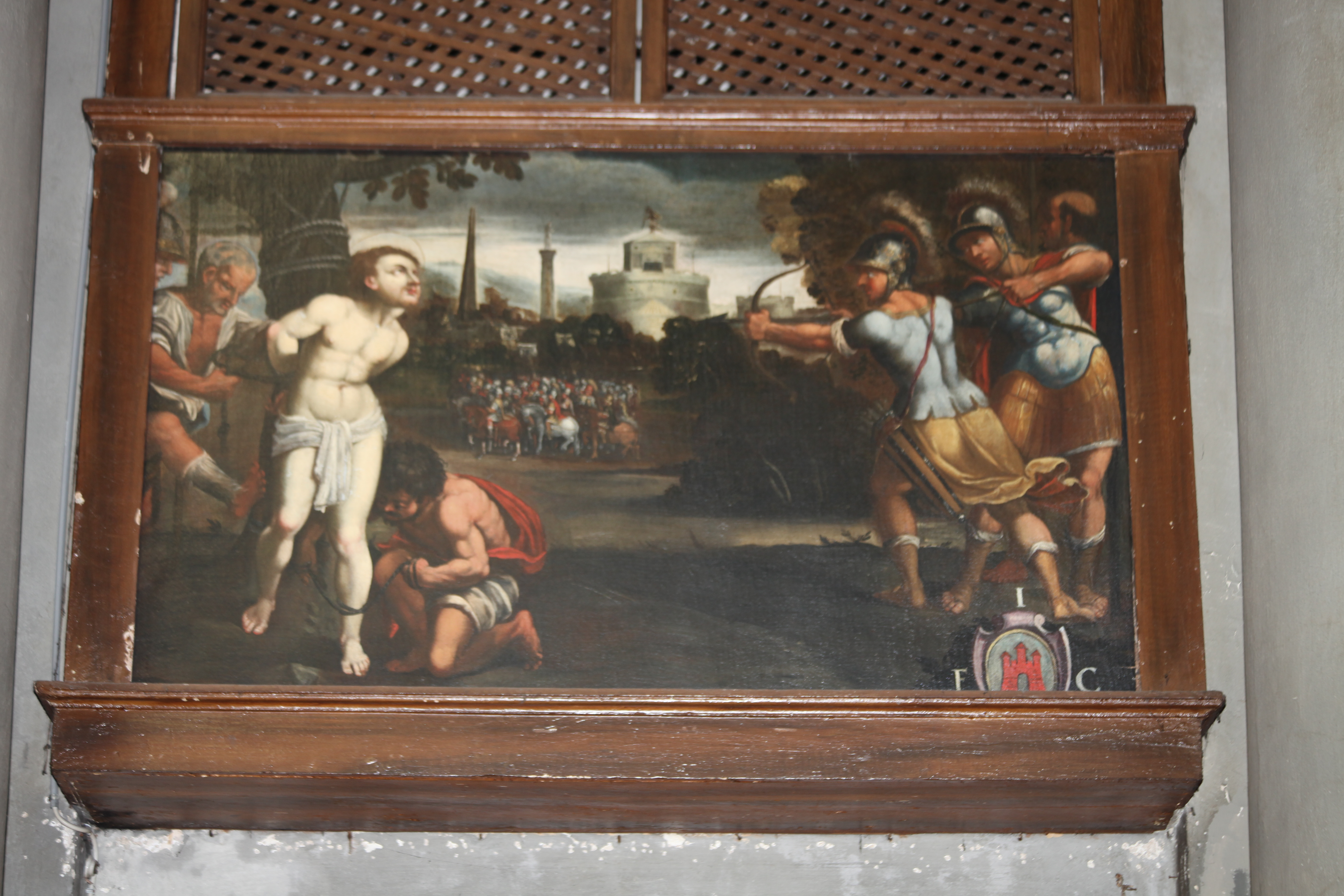
Ciclo di dipinti sulla vita di San sebastiano presso la Chiesa di Santa Maria della Pomposa a Modena

Dopo il 1622 ebbe inizio una continua e proficua collaborazione con la casata ducale degli estensi, per i quali operò anche in qualità di consulente per l'acquisto di diverse opere d'arte, tra cui alcuni disegni di Lorenzo Garbieri e un Apollo, Pan e Mida di Guido Reni. Nel 1630, incoraggiato dai suoi patroni, fondò la prima Accademia di pittura della città a proprie spese, in quello stesso anno, non prima di aver terminato un ritratto del duca Cesare d'Este, commissionato da una delle figlie, la badessa Eleonora, morì a causa di una epidemia di peste scoppiata nella città di Modena.